# Caragana sinica
Caragana sinica är en ärtväxtart som först beskrevs av Pierre Joseph Buc'hoz, och fick sitt nu gällande namn av Alfred Rehder. Caragana sinica ingår i släktet karaganer, och familjen ärtväxter. Inga underarter finns listade i Catalogue of Life.

## Bildgalleri

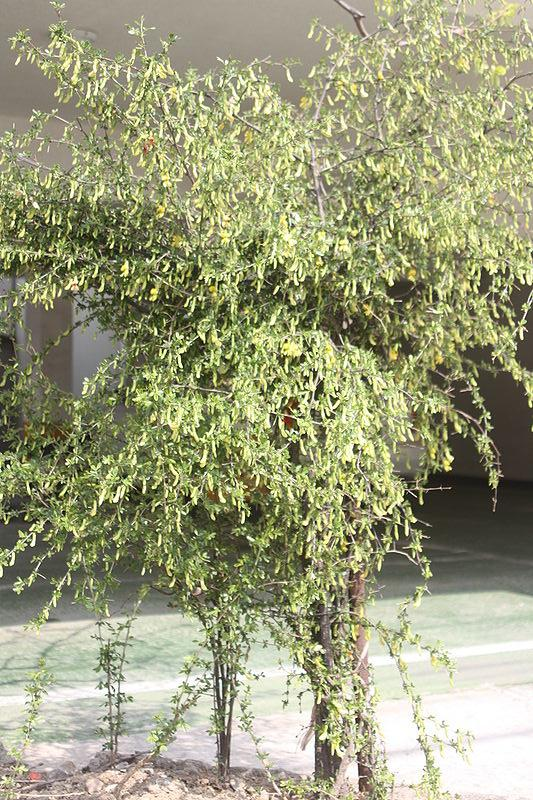
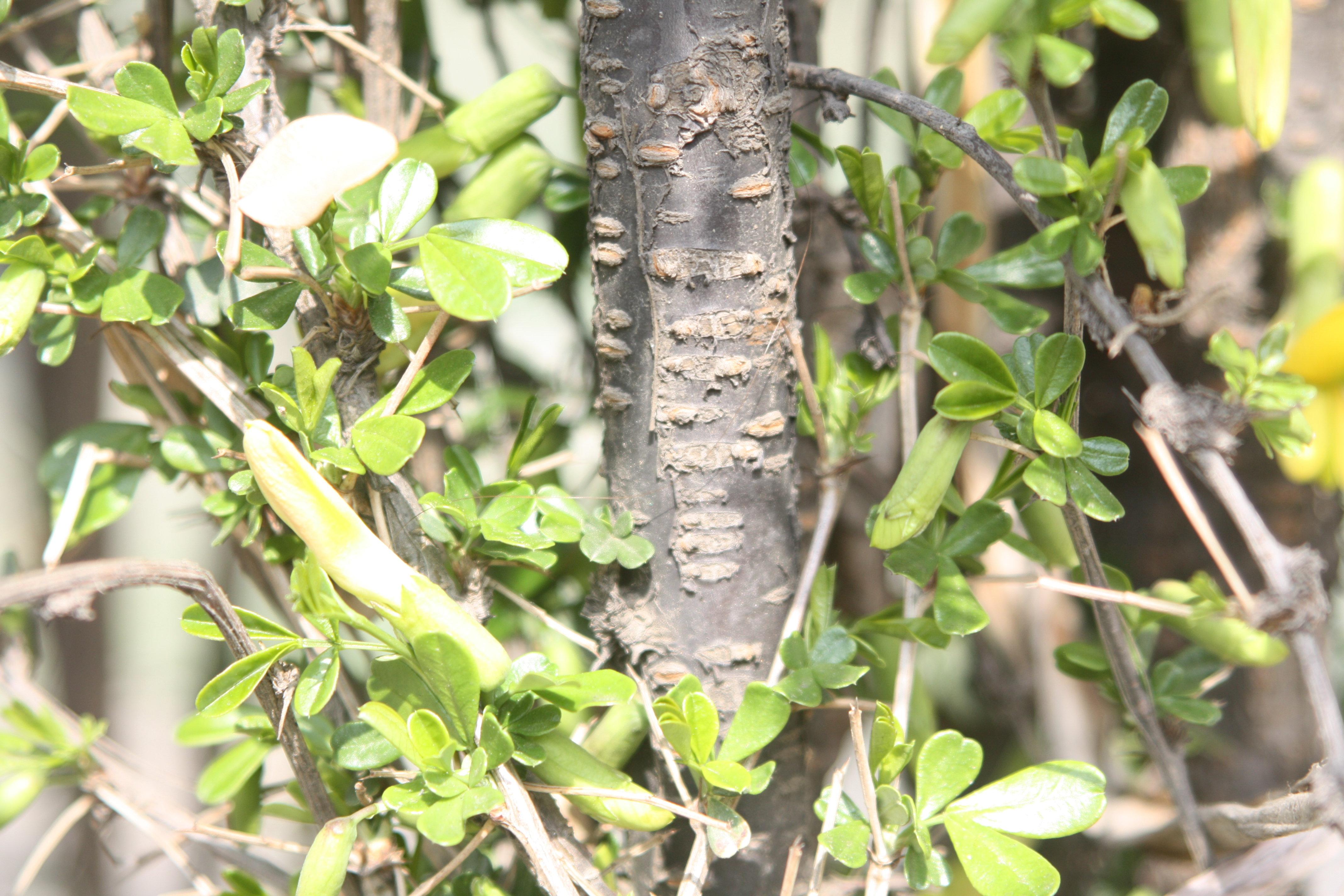
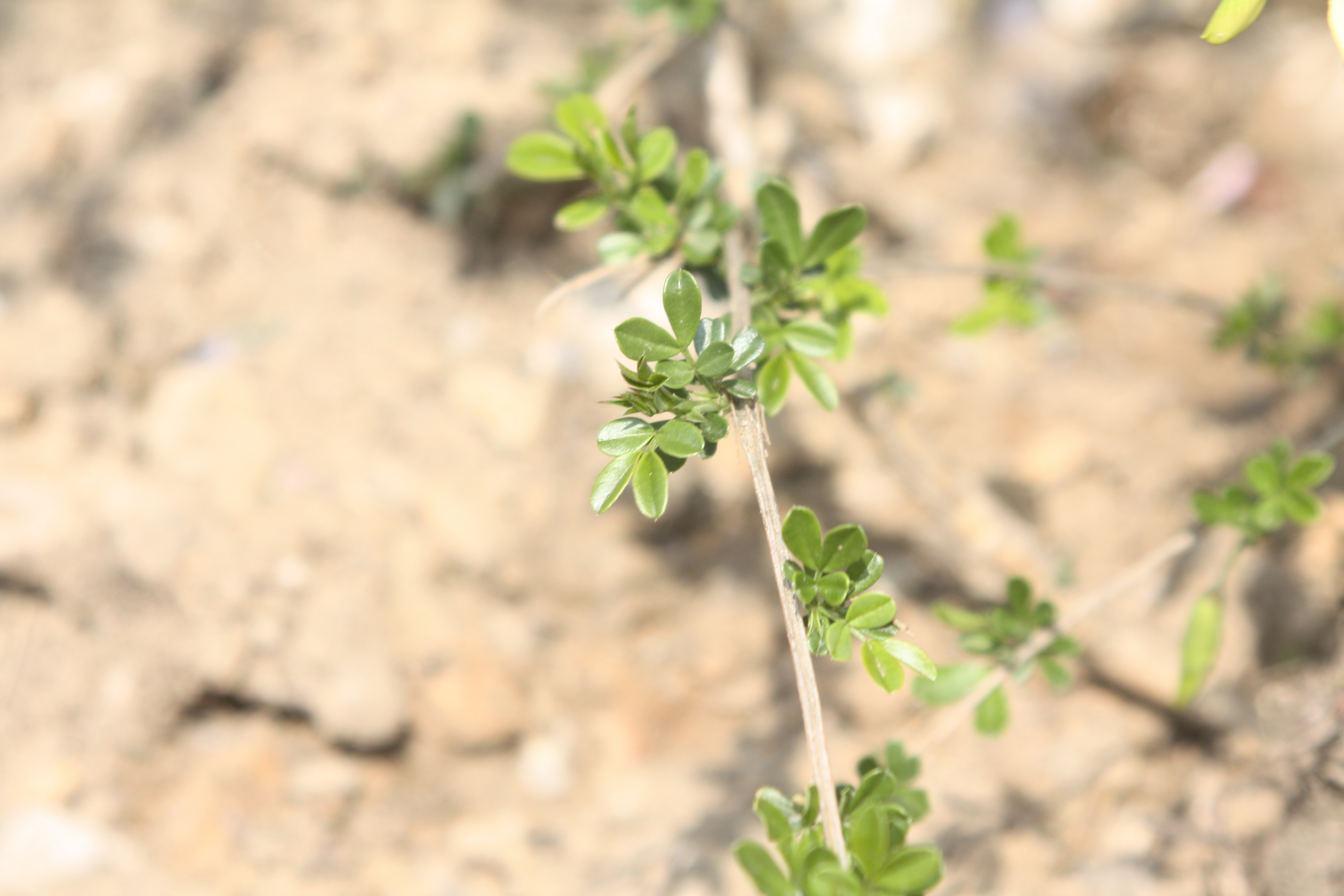
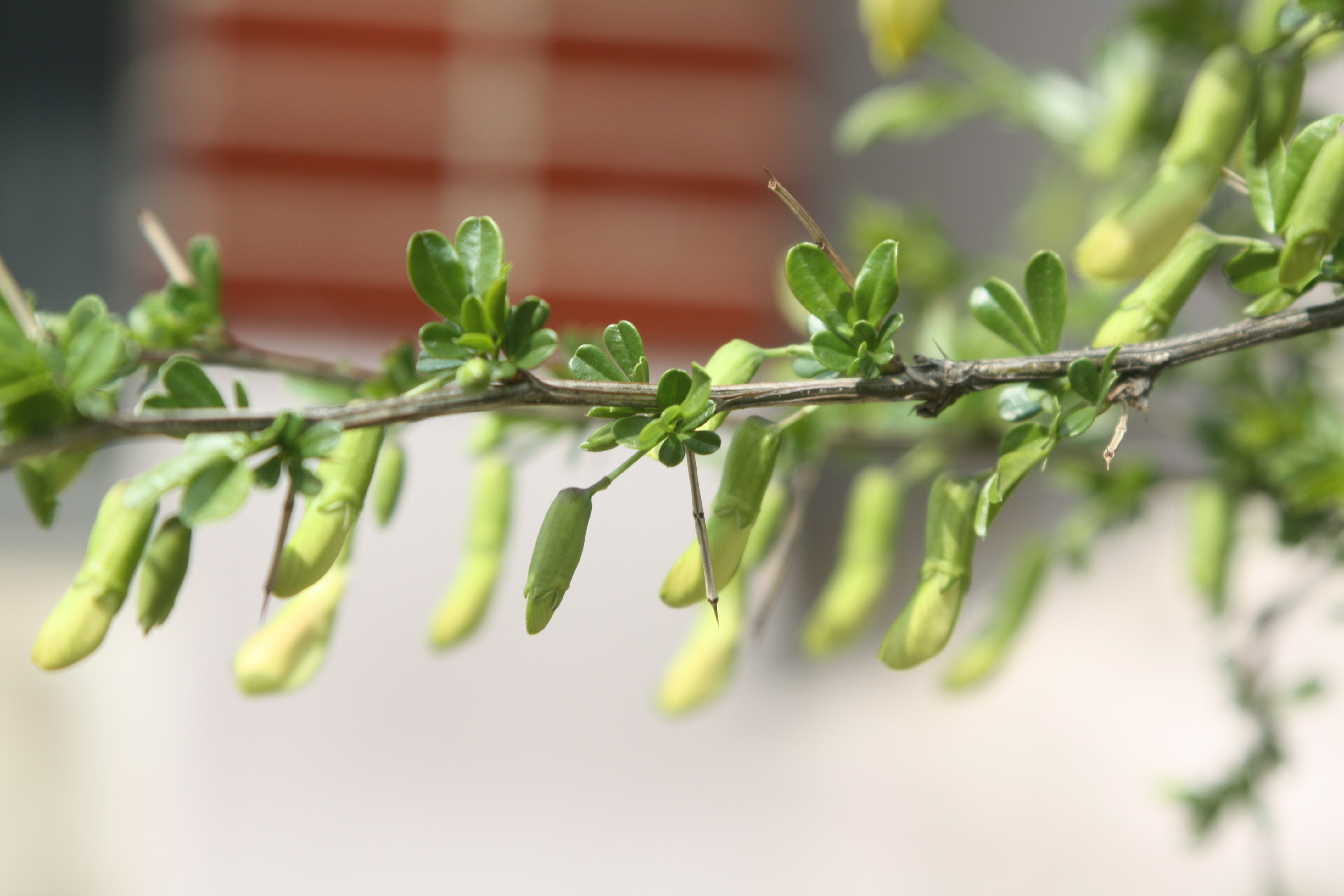
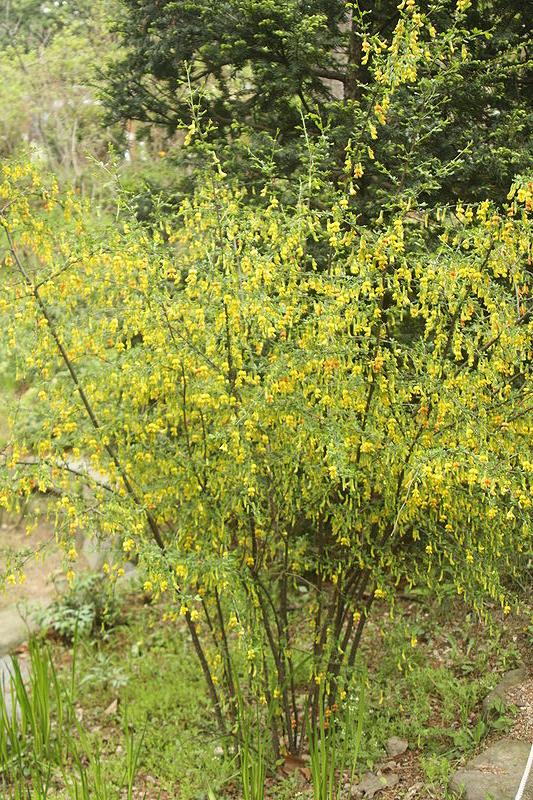